# Чернещина (Зачепиловский район)
Черне́щина (укр. Чернещина) — село,
Чернещинский сельский совет,
Зачепиловский район,
Харьковская область, Украина.
Код КОАТУУ — 6322284501. Население по переписи 2001 года составляет 950 (417/533 м/ж) человек.
Является административным центром Чернещинского сельского совета, в который, кроме того, входят сёла
Новоселовка и
Письмаковка.

## Географическое положение
Село Чернещина находится на правом берегу реки Орчик, ниже по течению на расстоянии в 1 км расположено село Руновщина, на противоположном берегу — сёла Новоселовка и Романовка.

## История
- 1750 — дата основания.

## Экономика
- КСП «Украина».

## Объекты социальной сферы
- Школа.
- Фельдшерско-акушерский пункт.
- Садик..

## Достопримечательности
- Братская могила советских воинов. Похоронен 21 воин, погибших в 1941 и 1943 годах.
- Памятник землякам погибшим в Великой Отечественной войне. Установлен в 1975 году[2].

## Известные люди
В селе родился Владимир Филиппович Веклич (1938—1993) — изобретатель троллейбусного поезда.